# Gaga: Five Foot Two
Gaga: Five Foot Two é um documentário de 2017 sobre a cantora e compositora norte-americana Lady Gaga. O filme documenta eventos acerca da produção e do lançamento de seu quinto álbum de estúdio, Joanne, e da sua apresentação no intervalo do Super Bowl LI. O filme, dirigido pelo artista visual e documentarista Chris Moukarbel, foi lançado no Festival Internacional de Cinema de Toronto, antes da estreia oficial na Netflix em 22 de setembro de 2017.

## Sinopse
De acordo com a Netflix, Gaga: Five Foot Two apresenta um estilo de cinéma verité, dando aos telespectadores um "acesso não-filtrado por trás das cenas" durante um ano na vida de Lady Gaga, no período de produção e lançamento de seu quinto álbum de estúdio, Joanne. O documentário é composto pela cobertura de inúmeros eventos, incluindo experiências com a sua equipe criativa, encontro com fãs e a sua luta incessante contra a dor crônica causada pela fibromialgia. Posteriormente, apresenta-se uma visão mais extensa do processo criativo, executivo e do seu desempenho para a performance do intervalo do Super Bowl LI. O clima pessoal abrange o documentário no momento em que Gaga discute assuntos pessoais, sua participação na série American Horror Story: Roanoke e as polêmicas que envolvem a cantora Madonna.

## Contribuições
- Lady Gaga
- Joe Germanotta, pai da cantora
- Bobby Campbell, empresário
- Mark Ronson, produtor
- Florence Welch, cantora

## Recepção da crítica
Gaga: Five Foot Two recebeu inúmeras revisões e críticas positivas. Segundo Rotten Tomatoes, o documentário tem uma aprovação pública de 73%, baseada em 22 avaliações. O crítico de cinema Owen Gleiberman avaliou o documentário para a revista Variety dizendo, "Gaga radia uma energia potente - ela é intensamente engraçada e consciente", e comparou  a produção a outros documentários musicais como Madonna: Truth or Dare. Elogiou, ainda, a direção de Mourkabel em misturar coisas diferentes, registrando avarias e o companheirismo com seus fãs. Leslie Helperin, da The Hollywood Reporter, elogiou as cenas documentário, como a cena da performance da canção Joanne para sua vó. Apesar da cinematografia exaustiva, afirmou que a cantora estava mais focada com a sua aparência. Helperin foi positivo com as tecnicalidades do filme, dizendo que "o pacote é um amontoado de competência a estilo, com a graciosa edição de Greg Arata, que de um senso de história e continuidade ao filme. Mourkabel e seus sonoplastas utilizam trilhas sonoras adequadas ao aspecto frenesi da vida de Gaga."